# Погост (Ленинградская область)
Пого́ст (фин. Vanha Pokosti) — деревня в Гатчинском муниципальном округе Ленинградской области.

## История
Село Погост упоминается на карте Санкт-Петербургской губернии Я. Ф. Шмидта 1770 года.
На окраине деревни есть место называемое «Конским кладбищем». По легенде, здесь были захоронены лошади, павшие на полях сражений Великой Северной войны 1700—1721 годов.
В конце XVIII века мыза Елицкая с деревнями (249 крестьян м. п.) из бывших дворцовых земель принадлежала полковнику Петру Абрамовичу Ганнибалу и капитану морской артиллерии второго ранга Осипу Абрамовичу Ганнибалу.
Согласно ревизским сказкам 1795 года деревня Погост была вотчиной Ганнибалов и принадлежала Петру Абрамовичу Ганнибалу.
По IV-й ревизии 1782 года в ней было 32 души мужского и 27 душ женского пола. По V-й ревизии 1795 года — 50 душ мужского и 48 душ женского пола.

ПОГОСТ — деревня принадлежит помещику Алексею Петровичу Демидову, отставному полковнику, число жителей по ревизии: 34 м. п., 34 ж. п. (1838 год)

На этнографической карте Санкт-Петербургской губернии П. И. Кёппена 1849 года она обозначена как деревня «Pogosta», расположенная в ареале расселения савакотов. В пояснительном тексте к этнографической карте она записана как деревня Pogosta (Погост) и указано количество её жителей на 1848 год: савакотов — 36 м. п., 38 ж. п., всего 74 человека.

ПОГОСТ — деревня Гатчинского дворцового правления, по просёлочной дороге, число дворов — 8, число душ — 29 м. п. (1856 год)

Согласно «Топографической карте частей Санкт-Петербургской и Выборгской губерний» в 1860 году деревня называлась Погост и насчитывала 20 крестьянских дворов.

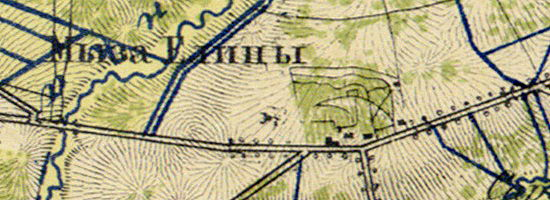
План мызы Елицы. 1860 год

ПОГОСТ — деревня владельческая при колодце, число дворов — 18, число жителей: 36 м. п., 41 ж. п. (1862 год)

В 1864 году временнообязанные крестьяне деревни выкупили свои земельные наделы у П. А. Демидова и стали собственниками земли.
Согласно карте 1879 года деревня Погост состояла из 17 крестьянских дворов, смежно с ней обозначена мыза «Елицы».

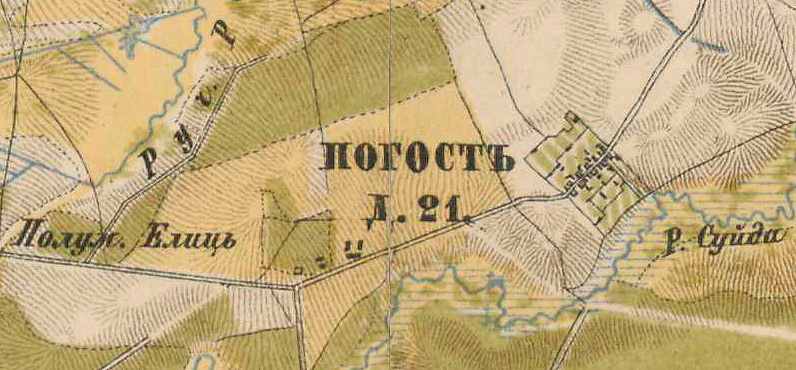
План деревни Погост. 1885 год

В 1885 году деревня Погост насчитывала 21 двор, смежно с ней находилась полумыза «Елиц».
В конце XIX — начале XX века деревня административно относилась к Гатчинской волости 2-го стана Царскосельского уезда Санкт-Петербургской губернии. Население деревни было смешанным — финско-русским.
К 1913 году количество дворов уменьшилось до 18.
С 1917 по 1922 год деревня Погост входила в состав Погостинского сельсовета Гатчинской волости Детскосельского уезда.
С 1922 года в составе Погостинского сельсовета.
С 1923 года в составе Гатчинского уезда.
С 1924 года в составе Воскресенского сельсовета.
Согласно данным переписи населения СССР 1926 года в деревне Погост Воскресенского сельсовета Троцкой волости Троцкого уезда проживали 176 человек, большинство финны, а также русские.
В 1928 году население деревни Погост также насчитывало 176 человек.

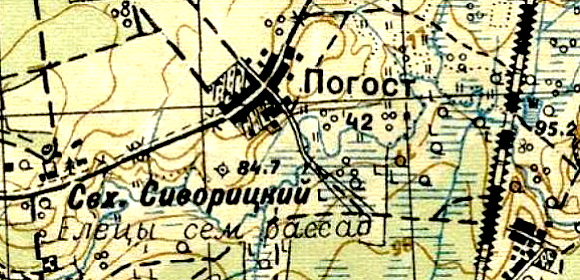
План деревни Погост. 1931 год

Согласно данным топографической карты РККА Ленинградской области 1931 года деревня насчитывала 42 двора.
По данным 1933 года деревня Погост входила в состав Воскресенского сельсовета Красногвардейского района.
C 1 августа 1941 года по 31 декабря 1943 года деревня находилась в оккупации.
В 1958 году население деревни Погост составляло 243 человека.
По данным 1966, 1973 и 1990 годов деревня Погост также входила в состав Воскресенского сельсовета.
В 1997 году в деревне проживал 51 человек, в 2002 году — 62 человека (русские — 68%), в 2007 году — 59, в 2010 году — 61 человек.

## География
Деревня расположена в центральной части Гатчинского района на автодороге 41К-101 (Никольское — Воскресенское).
Расстояние до административного центра поселения, посёлка Кобринское — 9,5 км.
Расстояние до ближайшей железнодорожной платформы Суйда — 3 км.
Деревня находится на левом берегу реки Суйды. В окрестностях деревни, на берегу реки Суйды, находится небольшая возвышенность — Елицкая гора, высотой 101 м над уровнем моря. На её вершине раньше располагался усадебный дом имения «Елицы» (в некоторых источниках — «Елиц»).

## Демография
| 1782 | 1795 | 1838 | 1848 | 1862 | 1928 | 1958 | 1997 | 2002 |
| ---- | ---- | ---- | ---- | ---- | ---- | ---- | ---- | ---- |
| 59   | ↗98  | ↘68  | ↗74  | ↗77  | ↗176 | ↗243 | ↘51  | ↗62  |
| 2007 | 2010 | 2014 | 2017 |      |      |      |      |      |
| ↘59  | ↗61  | ↘60  | ↗64  |      |      |      |      |      |

### Национальный состав
Согласно данным Всероссийской переписи населения 2021 года в деревне проживали 98 человек, из них:
  русские — 94, финны — 1 человек, остальные национальность не указали.

## Инфраструктура
На 2014 год в деревне было учтено 32 домохозяйства

## Транспорт
К северо-востоку от деревни расположена платформа Суйда железнодорожной линии Санкт-Петербург — Луга, по которой осуществляется пассажирское сообщение пригородными электропоездами.
К востоку от деревни проходит автодорога 41К-100 (Гатчина — Куровицы), по которой осуществляется автобусное сообщение пригородными маршрутами:
- № 151 Гатчина — Сиверский
- № 151Д Гатчина — Дружная Горка
- № 534 Гатчина — Вырица

## Известные жители
В деревне Погост проживали первые в Ленинградской области картофелеводы, которым в 1949 году было присвоено звание Героя Социалистического Труда: бригадир колхоза «Дружный труд» Валентин Дмитриевич Дмитриев и звеньевые Иван Нилович Павлов и Пётр Семёнович Фёдоров, получившие урожай картофеля более 500 центнеров с гектара.

## Улицы
Елицкая.

## Садоводства
Елицы.